# Dayane Rocha
Dayane de Fátima da Rocha (Curitiba, 13 de maio de 1985), comumente conhecida como Dayane Rocha ou simplesmente como Dayane, é uma atacante brasileira de futebol e futsal, que jogou por clubes profissionais no Brasil, França, Espanha e Itália. Ela já jogou pelo Irex Puebla e pelo Sporting Huelva na Superliga da Espanha.
Ela recebeu uma convocação de última hora para a seleção nacional feminina do Brasil durante as Olimpíadas de Verão de 2004, como substituta de Kelly Cristina, que havia fraturado a clavícula.
Ela se transferiu para o Bardolino Verona em agosto de 2009. Em março de 2011, Dayane obteve a cidadania italiana, permitindo que ela fosse tratada como jogadora doméstica na Serie A com o Bardolino Verona.
Dayane retornou ao Brasil em 2010 para concluir sua bolsa de estudos universitária. Ela pretendia voltar a jogar pelo Novo Mundo, mas ficou consternada ao descobrir que eles haviam se desfeito recentemente. Em vez disso, jogou pelo Kindermann na Copa do Brasil de 2010. Ela retornou às fileiras do Kindermann em 2013.
Ao longo de sua carreira no futebol de campo, ela também gostava de jogar futsal e decidiu se concentrar exclusivamente neste último em 2013. Ela permaneceu na Itália e jogou com sucesso por uma série de clubes italianos de futsal, incluindo Isolotto, Olimpus Roma, Montesilvano, Cagliari e Granzette (que mudou seu nome para Rovigo Orange em 2022).